# 경기입창
경기입창 (京畿立唱)은 수도권에서 불리는 입창이다. 놀량, 앞산타령, 뒷산타령, 자진산타령(도라지타령)으로 구성되어 있으며, 여기에 방아타령, 자진방아타령, 개구리타령, 도화타령 등이 덧붙여져 불린다. 방아타령 이하는 후렴이 붙는 짧은 장절형식이어서 대개 민요에 넣는다. 경기입창은 오강(五江)을 중심으로 성창되었고, 특히 정월 대보름 날 답교(踏橋)놀이에서 불리어 이름이 높다.

## 경기놀량
경기놀량(京畿 － )은 경기입창 중에서 가장 첫 번째로 부르는 노래이다. 일정한 장단이 없고, 통절형식으로 되어 있다. 매우 높은 음넓이로 되어 있고 완전 4도 위에 장 3도를 쌓아올려 퍽 씩씩한 맛이 난다.

## 경기앞산타령
경기앞산타령(京畿 －  打令)은 경기입창 중에서 두 번째로 부르는 노래이다. 서울을 중심으로 하여 그 근처에 있는 산을 불렀다. '과천 관악산 염불암 연주대요 도봉 불성 삼막으로 돌아든다.' 놀량이 통절형식인 데 반하여 앞산타령은 유절형식으로 되어 있다. 장단과 선율형은 놀량과 같으나, 퍽 씩씩한 맛이 난다.

## 경기뒷산타령
경기뒷산타령(京畿 －  打令)은 경기입창 중에서 세 번째로 부르는 노래이다. 앞산타령과 마찬가지로 유절형식으로 되어 있고 산타령의 네 거리 중 중거리라고도 불린다. 서울을 중심으로 하여 그 뒤편의 산을 노래한 격이다. 장단과 선율형은 놀량과 같다.

## 도라지타령
도라지타령( － 打令)은 경기입창 중에서 네 번째로 부르는 노래이다. 앞산타령이나 뒷산타령과 마찬가지로 유절형식으로 되어 있고, 산타령의 네 거리 중 제일 마지막 거리로 자진 산타령이라고도 한다. 한 박자가 빨라 퍽 경쾌하며, 완전 4도 위에 장 3도를 쌓아 놓은 형식이고 씩씩한 맛이 난다. 선율의 모양은 경기뒷산타령과 비슷하다.